# II Congrés Català de Cuina
El II Congrés Català de Cuina es va celebrar entre el maig de 1994 i el febrer de 1995 a diverses seus (Barcelona, Olot, Balaguer, Manresa i Sant Carles de la Ràpita). El Congrés, organitzat pel Departament de Comerç, Consum i Turisme de la Generalitat de Catalunya -que llavors dirigia el conseller Lluís Alegre i Selga- per mitjà del Consorci de Promoció Turística, va tenir com a lema “la cuina d'un país és el seu paisatge posat a la cassola”, una frase atribuïda a l'escriptor Josep Pla, que va esdevenir en veritable leit motiv de totes les accions que es van desenvolupar, tant des del punt de vista acadèmic com social.
Catalunya, malgrat no tenir un territori molt extens, és un país divers que pot posar a la cassola diversos paisatges diferents. Així on van entendre els organitzadors, que van vertebrar totes les activitats del Congrés al voltant de quatre paisatges per poder entendre adequadament tota la cuina catalana en el seu conjunt: la Muntanya, el Secà, l'Horta i la Marina.
El Congrés es va dividir en dues fases principals i una tercera dedicada a les conclusions. El Congrés Acadèmic es va desenvolupar entre els mesos de maig i setembre de 1994. Aquesta primera fase es va desenvolupar en quatre àmbits de treball:
1. Ponències obertes i de debat sobre els paisatges (muntanya, secà, horta i marina) i les seves respectives cuines que van esdevenir l'eix vertebrador del Congrés.
2. Ponències d'investigació: treballs individuals o d'equip sobre recerques sobre la cuina catalana.
3. Ponències d'opinió i comunicacions a càrrec de professionals i experts sobre la realitat de la cuina catalana.
4. Treballs del Congrés. Un dels més importants fou l'elaboració del Recull Gastronòmic de Catalunya, que inclou les rutes gastronòmiques dels paisatges, la segona edició del Recull de Restaurants, Fondes i Cases de Menjars de Catalunya i un calendari gastronòmic de Catalunya.

La segona fase, anomenada Congrés Social, es va desenvolupar entre els mesos d'octubre i desembre de 1994. Es va estructurar en forma de caps de setmana temàtics, un per a cada paisatge. El primer va tenir lloc a Olot, on es va abordar la cuina de muntanya. El segon es va fer a Balaguer, amb el paisatge de l'horta com a protagonista. Manresa va acollir el cap de setmana temàtic del paisatge del secà i a Sant Carles de la Ràpita, finalment, es va debatre sobre la cuina de la marina. En cadascun d'aquests indrets geogràfics i a les seves zones d'influència, també es van desenvolupar de forma paral·lela actes de caràcter gastronòmic de participació col·lectiva i mostres i jornades de tota mena d'iniciativa local i comarcal relacionades amb la cuina catalana i els seus paisatges.
La darrera fase, o de conclusions, es va fer entre els mesos de gener i febrer de 1995. Els resultats obtinguts després de vuit mesos de treball van servir per establir els senyals d'identitat del que anys més tard esdevindria la marca de qualitat Cuina Catalana, i van constituir el germen de la Fundació Institut Català de la Cuina i de la Cultura Gastronòmica.
El II Congrés Català de Cuina va mobilitzar milers de persones, entre congressistes, experts del món docent i universitari, estudiosos de la cultura del menjar i el beure, transformadors dels productes (elaboradors i cuiners) i professionals de l'hostaleria i la restauració. El Congrés també va tenir una gran importància i transcendència entre els productors de matèries primeres (pagesos, ramaders, pescadors), els distribuïdors, els consumidors, i els mitjans de comunicació. L'Administració local i autonòmica també va tenir un paper clau en el Congrés, ja que gràcies al seu suport logístic i econòmic va ajudar a dignificar i promocionar la cuina catalana a escala nacional i internacional com mai s'havia fet.
El Congrés, dirigit pel gastrònom Josep Vilella, comptà amb la participació de diverses personalitats vinculades al món de la cuina, la gastronomia, la universitat i el periodisme com Santi Santamaria, Jesús Contreras, Antoni Riera Melis, Llorenç Torrado, Carles Gaig, Carme Ruscalleda, Fermí Puig, Josep Lladonosa, Pepa Aymamí, Manuel Vázquez Montalbán, Rudolf Greve, Carme Canut, Ignasi Riera, Carme Casas i Lluís Bettonica, entre molts d'altres.